# ¿Y ahora qué hacemos?
¿Y ahora qué hacemos? è il settimo album in studio del gruppo spagnolo Jarabe de Palo, pubblicato il 7 giugno 2011 dalla Tronco Records, etichetta appartenente alla  Carosello.

## Tracce
1. La quiero a morir (con Francesco Renga) – 3:19
2. ¡Yep! – 3:43
3. Para enredar – 3:46
4. Alas – 3:50
5. La quiero a morir (con Alejandro Sanz) – 3:19
6. ¿Y ahora qué hacemos? – 3:06
7. Fin (con Carlos Tarque-Mclan) – 3:00
8. Hice mal algunas cosas – 3:16
9. Soy un bicho – 4:34
10. Amor de todo a 100 – 3:02
11. Frìo (con Antonio Orozco) – 4:20
12. Niña Sara – 5:02
13. Tù me hacìas sonreir – 4:21
14. Breve historia de un mùsico persona – 4:32

## Formazione
- Pau Dones – voce, chitarra
- Alex Tenas – batteria
- Toni-Chupi Saigi – pianoforte

## Classifiche
| Classifica (2011) | Posizione massima |
| ----------------- | ----------------- |
| Italia            | 63                |
| Messico           | 55                |
| Spagna            | 7                 |